# Tranqueras
Tranqueras ist eine Stadt im Norden Uruguays.

## Geographie
Sie liegt auf dem Gebiet des Departamento Rivera (3. Sektor) südsüdwestlich der gleichnamigen Departamento-Hauptstadt an der Ruta 30, durch die Tranqueras mit der nordwestlich gelegenen Stadt Artigas verbunden ist.

## Geschichte
Am 15. Oktober 1963 wurde Tranqueras durch das Ley 5.335 der Status als Villa zuerkannt.

## Infrastruktur

### Verkehr
In verkehrstechnischer Hinsicht ist die Stadt neben der bereits erwähnten Straßenanbindung über die Ruta 30 durch die östlich der Stadt in Nord-Süd-Richtung verlaufende Ruta 5 an das Verkehrsnetz angeschlossen.

## Stadtverwaltung
Bürgermeister (Alcalde) von Tranqueras ist Milton Gómez.

## Einwohner und Demografische Entwicklung
Die Einwohnerzahl beträgt 7.235 (Stand: 2011), davon 3.607 männliche und 3.628 weibliche. Im Jahr 1996 waren noch 5.792 Personen gezählt worden.
| Jahr | Einwohner |
| ---- | --------- |
| 1963 | 3.659     |
| 1975 | 4.097     |
| 1985 | 4.469     |
| 1996 | 5.792     |
| 2004 | 7.284     |
| 2011 | 7.235     |

Quelle: Instituto Nacional de Estadística de Uruguay

## Söhne und Töchter der Stadt
- Magalí Herrera (1914–1992), Künstlerin der Art brut
- Jonathan Deniz (* 1990), Fußballspieler
- Washington Ortega (* 1994), Fußballspieler